# Los Olivos (distrito)
O distrito de Los Olivos é um dos quarenta e três distritos que formam a Província de Lima, pertencente a Região Lima, na zona central do Peru.
Prefeito: Felipe Castillo (SU) (2019-2022)

## Transporte
O distrito de Los Olivos é servido pela seguinte rodovia:
- PE-1N, que liga o distrito de Aguas Verdes (Região de Tumbes) - Ponte Huaquillas/Aguas Verdes (Fronteira Equador-Peru) - e a rodovia equatoriana E50 - à cidade de Lima (Província de Lima)
- PE-20A, que liga o distrito de Tinyahuarco (Região de Pasco) à cidade de San Martín de Porres (Província de Lima)[1][2][3]